# ایمافوجی چوتاتسورو
ایمافوجی چوتاتسورو (انگلیسی: Imafuji Chōtatsurō؛ زادهٔ ۱۹۶۹) موسیقی‌دان، ترانه‌پرداز، آموزگار اهل ژاپن است.